# Lapis Niger

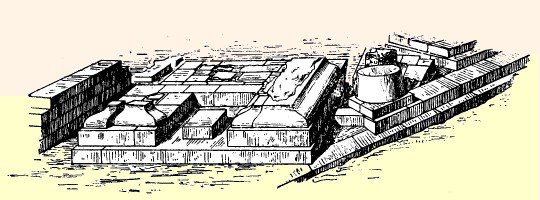
Diagrama (1906) del Lapis Niger excavat al Fòrum Romà. Són visibles el sacellum (santuari en miniatura; esquerra), la columna truncada (dreta) i l'estela amb inscripcions (darrere del tros de columna)

La Lapis Niger (en llatí: pedra negra) és un antic santuari del Fòrum Romà. Amb el Vulcanal amb el qual es relaciona (un santuari a Vulcà) constitueix les úniques restes que queden de l'antic Comitium, una zona antiga d'assemblea que precedí al Fòrum i es creu que derivava d'un lloc de culte arcaic del s. VII o VIII ae.
La llosa de marbre negre (s. I ae) i modern tancament de formigó (principis del XX) del Lapis Niger són damunt d'una antiga tomba o altar i un bloc de pedra amb una de les primeres inscripcions conegudes en llatí (c. 570–550 ae). El monument de la superestructura i el santuari els podria haver construït Juli Cèsar durant la reorganització de l'espai del Fòrum i del Comitium. També s'hauria pogut fer una generació abans per Sul·la en el curs d'un dels seus projectes constructius al voltant de la Cúria Hostília.
Esmentada en moltes descripcions antigues del Fòrum que daten de l'època de la República i els primers dies de l'imperi, el significat del Lapis Niger resultava fosc fins i tot per als romans posteriors, tot i que sempre fou un lloc sagrat de gran significat per als romans. La Lapis Niger fou redescoberta a la fi del s. XIX per l'arqueòleg italià Giacomo Boni.
És construïda a la part alta d'un punt sagrat format per objectes molt més antics que eren a metre i mig per sota de l'actual nivell del sòl. El nom «pedra negra» podria referir-se al bloc de pedra negra o al posterior paviment de marbre negre sobre la superfície. Situada al Comitium davant la Cúria Hostília, aquesta estructura ha sobreviscut a causa d'una combinació de tracte reverencial i d'haver-se construït damunt durant l'època de principis de l'Imperi romà.

## Història
Sembla que aquest monument es remunta als temps de la monarquia, entre els segles VIII i VI ae, ja que la inscripció es refereix a un rei [rex, en concret apareix la paraula RECEI (= regi, rex en llatí arcaic)], tot i que pot referir-se a la figura del sacrorum rex (un alt oficial religiós de principis de la República), la qual cosa la situaria als primers anys de la República.

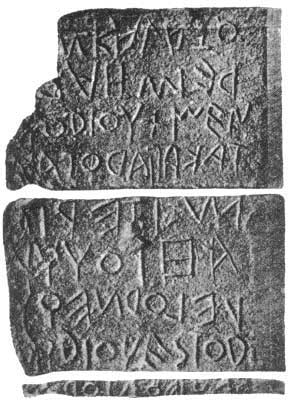
Detall de la Lapis Niger al Fòrum Romà

En algun moment de la història, els romans obliden el significat original d'aquest santuari: alguns romans creien que la Lapis Niger marcava la tomba del primer rei de Roma, Ròmul, o el lloc on fou assassinat per membres del Senat; la tomba d'Hoste Hostili, avi del rei Tul·li Hostili; o la ubicació on Faustulus, pare adoptiu de Ròmul, caigué en la batalla.
Els primers escrits que es refereixen a aquest lloc el consideren un suggestum on els primers reis de Roma parlarien a la multitud al Fòrum i al Senat. Els dos altars són comuns en santuaris de tot el període romà més antic o finals de l'etrusc.
S'esmenta la Lapis Niger d'una manera insegura i ambigua per alguns pintors de principis del període imperial, Dionís d'Halicarnàs, Plutarc i Fest).
Al novembre de 2008 una intensa pluja danyà la coberta de formigó que protegia el Vulcanal i els seus monuments des dels anys cinquanta. Hui un tendal protegeix les antigues restes fins que es repare la coberta, i permet al públic veure el suggestum original. Desafortunadament, la naturalesa de les cobertes i les reparacions no deixen veure el Lapis Niger, a alguns metres per sota.
Segons les recerques actuals, el text és d'un edicte que protegia el mausoleu d'un alt personatge relacionat amb la fundació de la ciutat, i amenaçava de mort a qui el profanara.
El descobriment fou molt rellevant com a primera evidència arqueològica que realment hi havia hagut reis a Roma. Molts historiadors escèptics dubtaven que el "període monàrquic" citat per les fonts clàssiques hagués existit. El RECEI de la inscripció fa palés que hi hagué en la Roma arcaica un tipus de monarquia.

## Descripció
Les versions inicials de la Lapis Niger foren destruïdes pel foc o el saqueig dels gals, i enterrades sota les lloses de marbre negre. Es creu que això ho feu Sul·la; tot i que també s'ha argumentat que Juli Cèsar podria haver enterrat el lloc durant la reorganització del Comitium. Però bàsicament hi ha dues consagracions successives: un santuari d'estil tradicional, que fou arrasat i enterrat sota làpides de marbre negre al segle I ae, i una segona consagració.

### El santuari original

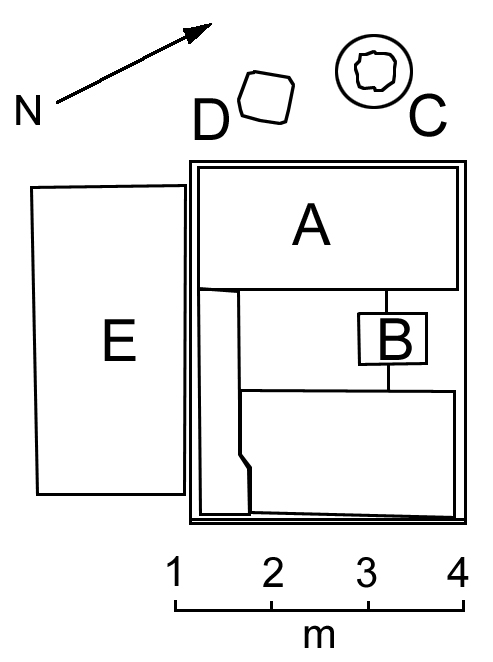
Plànol del santuari del Lapis Niger, sota el Fòrum Romà

Les excavacions arqueològiques (1899–1905) revelaren diverses dedicatòries a partir de fragments de ceràmica, estàtues i peces de sacrificis d'animals al voltant del jaciment en una capa de grava col·locada ací. Tots aquests artefactes daten d'una Roma molt antiga, entre el s. VII i el V ae.

### El segon santuari

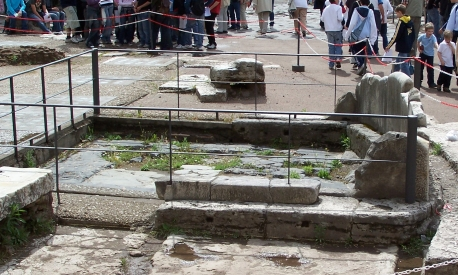
Vestigis del segon santuari del Lapis niger, prop de la Cúria, al Fòrum Romà
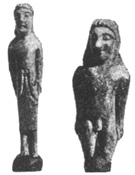
Estàtues dedicatòries trobades al jaciment del Lapis Niger.

## La inscripció
La inscripció té característiques interessants. La tipografia s'acosta més a l'alfabet grec que a cap alfabet llatí conegut, ja que està cronològicament més proper al préstec original de l'alfabet grec per gents d'Itàlia de la Magna Grècia, com Cumes. La forma de les lletres llatinoetrusques i l'escriptura bustrofedònica garanteixen la gran antiguitat del monument, superior, i potser molt, a l'any 500 ae. En temps republicans, els romans ja no entenien ni l'escriptura ni la llengua. És possible fins i tot que Dionís d'Halicarnàs les cregués gregues quan escriu (II, 54): «Amb les despulles dedicà (Ròmul) una quadriga de bronze a Vulcà i allí al costat alçà la seua pròpia estàtua i una estela en què enumerava les seues gestes en una inscripció en lletres gregues».

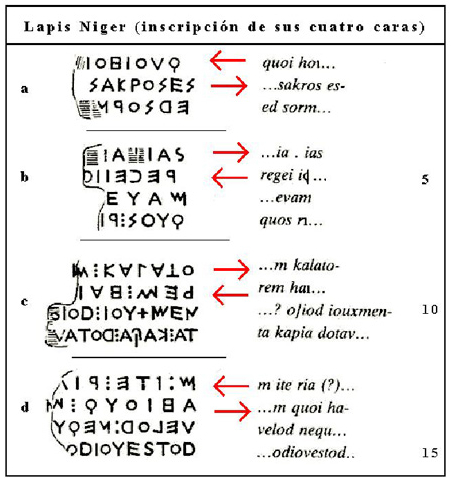
Text de la Lapis Niger en la seua forma original i en escriptura llatina actual.

Michael Grant, en el seu llibre Roman Forum escriu: "La inscripció que hi ha sota el marbre negre... clarament representa un tros de llei ritual... Les paraules inicials són traduïbles com un advertiment que una persona que danya, contamina o viola el lloc seria maleïda".
Palmerm, sobre la base d'una anàlisi detallada de cada paraula recognoscible, en donà la següent interpretació d'aquesta inscripció, que ell també considera que és una llei:
"Qui siga (que violara) aquesta (arbreda), que siga maleït. (Que ningú llance) deixalles (ni un cos...). Siguem legals al rei (per sacrificar una vaca en compensació). (Que pague) una (multa) per cada (ofensa). A qui el rei (sancione, que lliure vaques). (Deixa que el rei tinga un ---) herald. (Que junyisca) una parella, dos caps, estèril... Al llarg de la ruta... (Ell) que no (sacrificarà) amb un animal jove... en... assemblea legal a l'arbreda...".

## En l'actualitat
Hui es creu que el lloc on és la Lapis Niger pot representar l'Heroon, monument fúnebre al fundador de la ciutat, protector de les antigues assemblees del poble romà.